# Roberto Da Crema
Roberto Da Crema, detto Baffo da Crema (Milano, 20 febbraio 1953), è un personaggio televisivo italiano.

## Biografia
Divenuto negli anni ottanta e novanta uno dei pionieri della televendita in Italia. Ha agito sia come venditore televisivo sia come imprenditore in società con l'amico Maurizio Bianchi. 
Il suo stile di conduzione (voce alzata in modo spasmodico, pugni sbattuti sui tavoli, respirazione asmatica, maltrattamento degli oggetti reclamizzati per provarne l'indistruttibilità) da semplice venditore porta a porta lo fece diventare un personaggio televisivo molto popolare. 
Questo modo di comunicare veniva applicato a qualunque oggetto, anche di scarso valore, tra cui orologi, tute dimagranti, scale snodabili, camicie, giubbini in pelle. In quel periodo dall'amministrazione finanziaria gli venne notificata una multa per non aver rispettato in una serie di televendite le norme sul diritto di recesso per le vendite a distanza, di quasi mille miliardi di lire (circa mezzo miliardo di euro), una cifra sproporzionata rispetto al capitale della sua azienda. Successivamente la multa fu drasticamente ridimensionata.
Le sue società, con sede per lo più tra Guardamiglio, Vignate e Gorgonzola, sono state, nell'ordine: Idroitalia (specializzata inizialmente nella vendita di idromassaggi), Da.Bi Idroitalia, Eurodabi, Televenditalia, e Direct.
Dalla seconda metà degli anni novanta cercò in diversi modi di svincolarsi dalla televendita e di entrare nel mondo dello spettacolo. Nel 1995 incise un album di musica dance con quattro tracce intitolato Vendo (Parola di Baffo), prodotto dalla Energy Production e distribuito dalla Dig-It; un frammento del brano fece da sigla al suo programma di televendite L'angolo di Roberto, andato in onda su diverse emittenti locali fra la fine degli anni novanta e i primi anni duemila. 
Comparve nel 1996 in un cameo nel film comico Chiavi in mano, interpretando una versione "medioevale" di sé stesso mentre sponsorizza una scopa di saggina. Nel 1999 uscì al cinema un film biografico che lo vide protagonista, Per caso, ma riscosse un pessimo risultato al botteghino. Nel 2000 fece alcune apparizioni nella serie TV Nebbia in Valpadana a fianco di Cochi e Renato.
Nel 2003 fu arrestato con l'accusa di bancarotta fraudolenta. In seguito diventò inviato di Teo Mammucari all'interno della trasmissione Libero, per poi passare nel 2004 ad essere concorrente del reality show La fattoria in onda su Italia 1, dal quale venne espulso in seguito ad una bestemmia pronunciata in diretta. Sempre nello stesso anno partecipò a una puntata della sit-com italiana Camera Café, interpretando il ruolo che l'ha reso famoso. Diventò poi ospite fisso della trasmissione Cronache marziane condotta da Fabio Canino. Poi a Radio Italia presentò la trasmissione Baffo di sera... bel tempo si spera, in onda tutti i giorni. Presentò il magazine Col baffo alla scoperta di... trasmesso dal circuito televisivo Odeon e tornò nelle vesti di televenditore per pubblicizzare la catena di negozi di abbigliamento.
Da settembre 2008 torna però nel suo classico ruolo di televenditore. Durante la stagione calcistica 2008/09 ricopre l'incarico di addetto alle pubbliche relazioni nella società del Sondrio Calcio militante in Eccellenza, girone B della Lombardia. Per questa società gira uno spot per la campagna abbonamenti 2008-2009. 
Da alcuni anni, affiancato dai figli Moris e Valentina, è impegnato nella sua nuova realtà imprenditoriale: i magazzini Pubbli-Store, che a loro volta promuovono nelle telepromozioni. Riappare in TV nel 2017 in alcuni spot Unieuro dedicati al Black Friday e l'anno seguente partecipa alla terza puntata di 90 Special su Italia 1. Sempre nel 2017 Barbara D'Urso lo chiama come opinionista saltuario a Pomeriggio Cinque. Ha partecipato alla docuserie Wanna di Netflix dedicata alla nota televenditrice.
Attualmente si dedica anche alla pesca a Lampedusa .
Riappare in TV anche come televenditore, con un cameo nella puntata di Paperissima Sprint Estate del 2 settembre 2024. Nell'edizione 2024-2025, entra a far parte di Striscia la notizia con la rubrica "Robe dell'altro mondo".

## Filmografia

### Cinema
- Chiavi in mano, regia di Mariano Laurenti (1996)
- Per caso, regia di Giuseppe Conti (1999)

### Televisione
- Nebbia in Valpadana – serie TV (2000)
- Camera Café – serie TV (2004)
- Wanna – miniserie TV (2022)

## Discografia
- 1995 – Vendo (Parola di Baffo)
- 2001 – E Chi Se Ne Frega

## Imitazioni
In diverse trasmissioni televisive di varietà e di satira, Roberto Da Crema è stato oggetto di imitazioni, tra cui si ricorda quella del comico e disegnatore Riccardo Mazzoli.

## Programmi televisivi
- Programmi di televendita (dagli anni '80 in poi)
- Cielito lindo (Rai 3, 1993)
- La fattoria (Canale 5, 2004)
- Camera Café (Italia 1, 2004)
- Cronache marziane (Italia 1, 2004-2005)
- Impariamo con il Baffo (2010)
- Pomeriggio Cinque (Canale 5, opinionista saltuario, dal 2017)
- Romolo + Giuly: La guerra mondiale italiana (Fox, 2019)